# Vancouver Sun
El Vancouver Sun, también conocido como el Sun, es un periódico de gran formato con sede en Vancouver, Columbia Británica, Canadá. El periódico es publicado actualmente por Pacific Newspaper Group, una división de Postmedia Network, y es el periódico más grande del oeste de Canadá por circulación. Desde 2022 se publica cinco días a la semana, de martes a sábado.
El periódico se publicó por primera vez el 12 de febrero de 1912. Rápidamente se expandió adquiriendo otros periódicos, como el Daily News-Advertiser y The Evening World. En 1963, la familia Cromie vendió la mayoría de sus participaciones en el Sun a FP Publications, quien luego vendió el periódico a Southam Inc. en 1980. El periódico pasó a manos de Hollinger Inc. en 1992 y luego se vendió nuevamente a CanWest en 2000. En 2010, el periódico pasó a formar parte de Postmedia Network como consecuencia del colapso de CanWest.

## Historia
El Vancouver Sun publicó su primera edición el 12 de febrero de 1912. El periódico tenía su sede originalmente en 125 West Pender Street, a la vuelta de la esquina de The Vancouver Daily Province, su rival en ese momento. En 1917, el Sun adquirió el Daily News-Advertiser, un periódico fundado en 1886. Desde 1917 hasta su muerte en 1936, su editor fue Robert James Cromie. En 1924, el Sun adquirió The Evening World, otro periódico fundado en 1888.
En marzo de 1937, un incendio destruyó las oficinas comerciales y editoriales del Sun. El único muerto fue el conserje, que sufrió quemaduras leves e inhalación de humo. El Sun rápidamente cruzó la calle hacia el Edificio Mundial, donde se había publicado el World. En consecuencia, el edificio pasó a llamarse Sun Tower.
The Sun surgió como el periódico líder de la ciudad después de que The Vancouver Daily Province experimentara un largo conflicto laboral de 1946 a 1949.
En 1958, el Vancouver Sun y The Province se unieron para crear Pacific Press en respuesta al aumento de los costos de producción de periódicos. Primero, los periódicos fusionaron sus departamentos mecánico y financiero, luego ambos se trasladaron al Pacific Press Building el 27 de diciembre de 1965.
En 1963, la mayoría de las participaciones de la familia Cromie en el periódico se vendieron a FP Publications, quien luego lo vendió a Southam Inc. en 1980. En 1992, el periódico pasó a manos de Hollinger Inc. de Conrad Black.
El departamento de fotografía del periódico se convirtió en el primero del mundo en cambiar completamente a la fotografía digital tras el lanzamiento en 1994 de la Kodak DCS serie 400, que utilizaba el cuerpo de una Nikon F90; la cámara fue desarrollada por Kodak en colaboración con Associated Press y cada unidad costó 16 950 dólares.

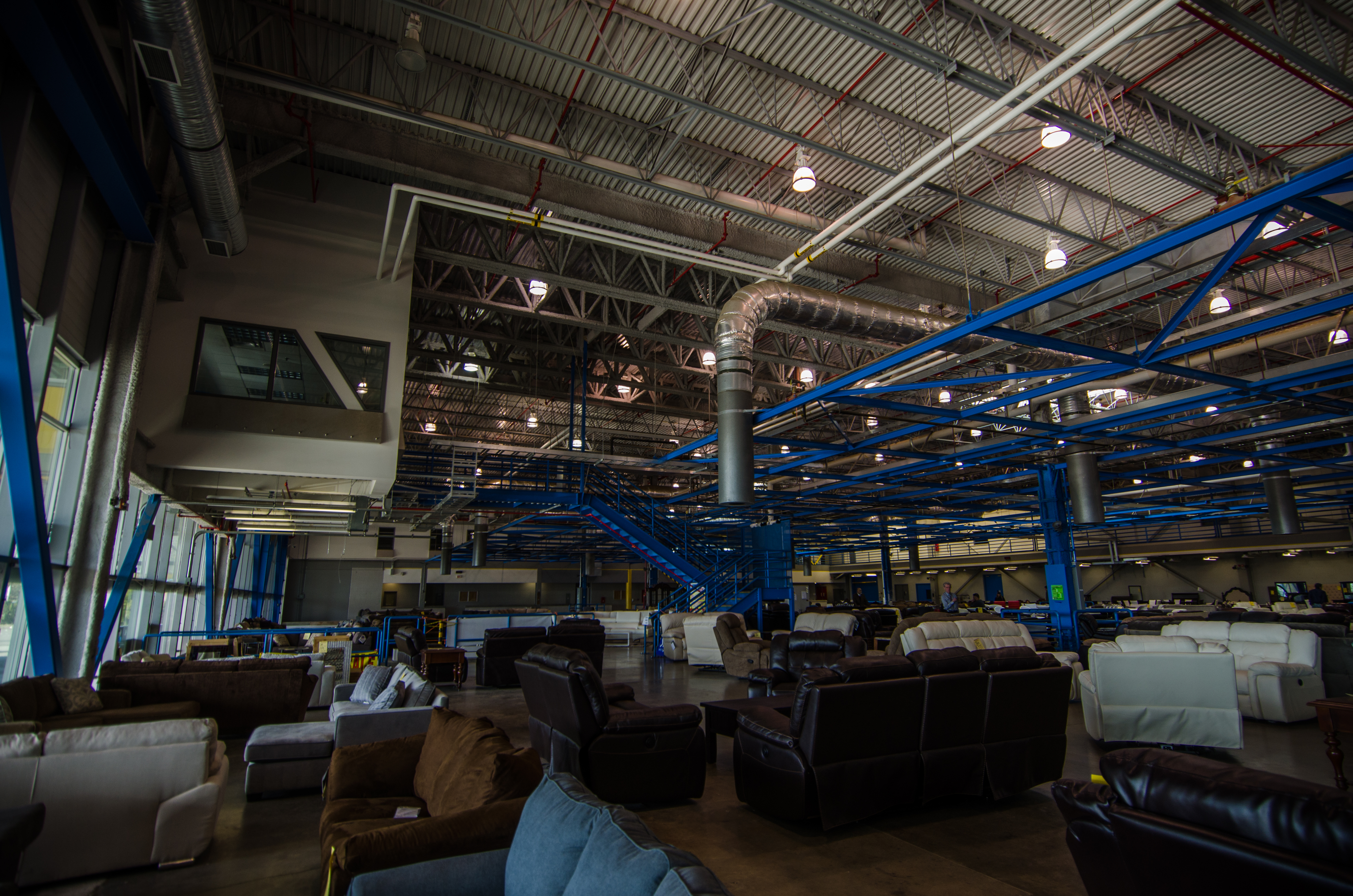
Dentro de la imprenta de Kennedy Heights utilizada por el Sun. La instalación se inauguró en 1997.

En 1997, se inauguró en Surrey Kennedy Heights, la imprenta del Vancouver Sun y The Province. Posteriormente, en 1997, el periódico se trasladó a Granville Square. En 2000, el periódico fue vendido a CanWest.
En mayo de 2009, el periódico despidió al caricaturista editorial Roy Peterson, que había estado dibujando para el periódico desde 1962.
En 2010, el periódico pasó a formar parte de la Postmedia Network, a raíz del colapso de CanWest. En diciembre de 2011, después de mucha investigación sobre la demografía del área metropolitana de Vancouver, el periódico lanzó una versión en chino Taiyangbao, con contenido original en chino. Según un artículo difundido en China Now en Radio Internacional de China (diciembre de 2011), la clave del éxito no fue necesariamente «traducir» su versión en inglés al chino.
En enero de 2015, se cerró la imprenta de Kennedy Heights, lo que provocó que 220 trabajadores perdieran sus empleos. La impresión del Vancouver Sun y The Province se subcontrató, cada una a diferentes operaciones de imprenta.
En 2017, el Vancouver Sun y The Province se trasladaron al este de Vancouver, al Broadway Tech Centre.
En octubre de 2022, el Vancouver Sun y The Province dejaron de imprimir las ediciones de los lunes.

## Contenido
Como periódico de gran formato, el Sun no estaba originalmente relacionado con la cadena Sun Media y sus periódicos tabloides Sun en Toronto, Ottawa, Winnipeg, Calgary y Edmonton. Sin embargo, el periódico Vancouver Sun y el tabloide Sun forman parte de la misma empresa desde 2015, tras la adquisición de Sun Media por parte de Postmedia.

### Posturas editoriales
El periódico se creó por primera vez en 1912 para «defender constantemente los principios del liberalismo». Bajo la familia Cromie, el periódico normalmente apoyaba a los liberales, aunque a menudo también eran críticos. Bajo Hollinger Inc., el periódico era considerado un periódico de clase media con un público de lectores más diverso social y económicamente que su competidor. Mientras publicaba bajo la dirección de Hollinger, los editoriales, los artículos de opinión y las columnas invitadas del Sun criticaban inequívocamente al gobierno federal liberal.

## Circulación
El Vancouver Sun ha experimentado, como la mayoría de los diarios canadienses, una disminución en su tirada. Su circulación total se redujo en 22 por ciento a 136 787 copias diarias entre 2009 y 2015.

## Personal notable
- Kim Bolan, crimen
- Hal Sigurdson (1966 a 1976), editor asistente de deportes[14]